# Rania Harbaoui
Rania Harbaoui (ar. رانيا حرباوي;ur. 11 grudnia 2003) – tunezyjska judoczka. Brązowa medalistka mistrzostw Afryki w 2021 roku.